# Юри Митев
Юри Митев е български биатлонист, участник в зимните олимпийски игри в Лейк Плесид (1980) и Сараево (1984), и треньор.
Заедно с Владимир Величков са първите биатлонисти, състезавали се за България на зимни олимпийски игри.

## Биография
Величков е роден на 6 февруари 1958 г. в Стамболово, Община Ихтиман. Участва в дисциплините 10 и 20 km от състезанията по биатлон на зимните олимпийски игри в Лейк Плесид през 1980 г. и състезанията по биатлон в Сараево през 1984 г.
Резултати от Лейк Плесид 1980
10 km: 36-и от 50 участници
20 km: 40-и от 49 участници
Резултати от Сараево 1984
10 km: 31-ви от 64 участници
20 km: 40-и от 63 участници
През сезон 1981/82 Митев завършва на 24-то място в генералното класиране за Световната купа, а най-доброто му класиране е осмо място на спринта в Лахти. Участва и на две световни първенства – в Минск през 1982 г. и в Осло през 1986 г.
През 2007 г. Митев е треньор на мъжете сред българските национални състезатели по биатлон. От май 2008 г. е треньор на националния отбор за младежи и девойки. Към 2015 г. е треньор на женския национален отбор по биатлон на България.